# ایلانا سیلای
ایلانا سیلای (انگلیسی: Ileana Silai؛ زادهٔ ۱۴ october ۱۹۴۱ (۸۳ سال)) ورزشکار دو و میدانی اهل رومانی است.
وی در مسابقات کشوری و بین‌المللی در مجموع برندهٔ ۱ مدال طلا، ۳ مدال نقره شده‌است.